# Susanna Kearsley
Susanna Kearsley (* 17. Januar 1966 in Brantford; gebürtig Mary Lynne Williamson) ist das Pseudonym einer kanadischen Autorin.

## Leben
Williamson studierte Politik und Internationale Entwicklungen und arbeitete als Museumskuratorin. Mit ihrem Mann und ihren beiden Kindern lebt sie in Ontario.
Gleich ihr erster Roman „Mariana“ wurde ein Erfolg. Danach veröffentlichte sie die Bestseller „Glanz und Schatten“, „Die Geister von Rosehil“, „Haus der Stürme“, „Der Ruf der Nacht“, „Damals in Lissabon“, „Das schottische Vermächtnis“ und zuletzt „Licht über den Klippen“.
Die Romane „The Winter Sea“", „Firebird“ und „The Vanished Days“ bilden eine Trilogie.
Ihr 1994 erschienener Roman „Mariana“ hat den Transworld Publishers’ Catherine Cookson Fiction Prize gewonnen. Derzeit wird der Roman verfilmt.

## Werke (Auswahl)
- Undertow. 1993.
- Mariana. 1994.
  - deutsch: Mariana. Roman. Piper, München 2011, ISBN 978-3-492-24809-9.
- The Gemini Game. 1994.
- The Splendour Falls. 1997.
  - deutsch: Glanz und Schatten. Piper, München 2002, ISBN 3-492-23048-2.
- The Shadowy Horses. 1997.
  - deutsch: Die Geister von Rosehill. Piper, München 2011, ISBN 978-3-492-27234-6 (Früherer Titel: Rosehill)
- Named of the Dragon.  1998.
  - deutsch: Der Ruf der Nacht. Piper, München 2002, ISBN 3-492-27037-9.
- Season of Storms. 2001.
  - deutsch: Haus der Stürme. Piper, München 2011, ISBN 978-3-492-26362-7.
- After Long Silence.  2006.[3]
  - deutsch: Damals in Lissabon. Piper, München 2012, ISBN 978-3-492-27366-4.
- The Winter Sea. 2008.[4]
  - deutsch: Das schottische Vermächtnis. Piper, München 2010, ISBN 978-3-492-25739-8.
- The Rose Garden. 2011.
  - deutsch: Licht über den Klippen. Pendo-Verlag, München 2013, ISBN 978-3-492-30285-2.
- Firebird. 2013.
  - deutsch: Im Land des Feuervogels. Piper, München 2013, ISBN 978-3-492-30285-2.
- A Desperate Fortune. 2015.
- Bellewether. 2018.